# Mount Balfour, Antarktis
Mount Balfour är ett berg i Antarktis. Det ligger i Västantarktis. Argentina, Chile och Storbritannien gör anspråk på området. Toppen på Mount Balfour är 1 010 meter över havet.
Terrängen runt Mount Balfour är varierad. Trakten är obefolkad. Det finns inga samhällen i närheten.